# Billete de cien eslotis
El billete de 100 złotych es el segundo billete de mayor denominación de todos los utilizados de Polonia. Tiene unas medidas de 69 x 138 mm.

## Características
Los colores utilizados en el billete son el marrón y el verde. El billete ofrece un retrato del rey Vladislao II Jagellón en el anverso y un escudo con un águila de la tumba de Vladislao II con casco sobre dos espadas en el reverso.
El billete está protegido con múltiples medidas de seguridad como marcas de agua y microimpresión para evitar su falsificación.